# Пресслер, Кимберли
Кимберли Энн Преслер (англ. Kimberly Ann Pressler; род. 21 мая 1977 или 21 мая 1978, Las Vegas Township, Невада) — американский спортивный репортёр и предприниматель, модель и фотомодель; победительница конкурса красоты «Мисс США 1999». В настоящее время работает в ESPN, охватывая Ассоциацию профессиональных боулеров (англ. Professional Bowlers Association), в июне 2013 года работала с Red Bull X Fighters, на телеканале FUEL TV из города Осака, Япония.

## Биография
Родилась в Лас-Вегас Тауншип (штат Невада), в семье старшего сержанта ВВС Стэна Пресслера и домохозяйки Мишель Пресслер (Кульчик). Во время службы отца провела раннее детство в Неваде, Калифорнии и в Германии. Прежде чем семья окончательно осела в Западном Нью-Йорке, где Кимберли окончила учёбу в Академии Тен Брук (англ. Ten Broeck Academy) во Франклинвилле.
Продолжила учёбу в Университете Кларион (штат Пенсильвания), где специализировалась на международном бизнесе. Позднее работала в Департаменте энергетики на одном из атомных предприятий в штате Нью-Йорк.

## Участие в конкурсах красоты
В 1994 году Кимберли Энн Преслер выиграла свой первый в жизни титул, «Юная Мисс Нью-Йорк», заслужив право представлять штат на национальном конкурсе «Юная Мисс США».
В ноябре 1998 года получила титул «Мисс Нью-Йорк», став одной из четырёх участниц, которая выиграла титулы «Юная Мисс Нью-Йорк» и «Мисс Нью-Йорк».
В феврале 1999 года приняла участие в конкурсе «Мисс США 1999», проходившем в Брэнсоне (штат Миссури). Стала четвёртой победительницей из штата Нью-Йорк, обойдя фавориток из штата Теннесси — Морган Хай (стала 1-й Вице-Мисс) и Калифорнии — Анжелику Бро.
В мае 1999 года Кимберли Преслер представляла страну на международном конкурсе «Мисс Вселенная 1999», проходившем в Тринидаде и Тобаго. Не прошла в полуфинал.
Пресслер и сейчас активно участвует в конкурсах красоты. Как бывшая «Мисс США», Кимберли была почётным гостем на праздновании 60-й годовщины конкурса «Мисс США» в Лас-Вегасе в июне 2011 года. Пресслер также участвовала в организации конкурсов «Мисс Массачусетс» и «Юная мисс Массачусетс» и регулярно оценивает конкурсы штатов для «Мисс США» и «Юная Мисс США». В декабре 2012 года Кимберли была среди судей, которые выбрали Эрин Брэди «Мисс Коннектикут». В июне 2013 года Эрин выиграла национальный титул «Мисс США 2013».

## Бизнес
С 2005 по 2009 год Пресслер руководила девушками на национальных соревнованиях по автоспорту в США, включая Motocross De Nations, Red Bull Air Race, Super Moto, Moto GP и Supercross. В 2006—2008 годах Кимберли работала для программ Red Bull Formula Una от имени Red Bull U.S. Для этой программы Кимберли путешествовала по всей стране, чтобы найти и помочь выбрать девушек. Для каждой гонки было отобрано 10 девушек, представляющих свою страну или регион.
В 2013 году Кимберли создала агентство по продвижению талантов Pressler International Inc.
В настоящее время Кимберли является финансовым директором (CFO) компании Dane Herron Industries, калифорнийской компании, которая специализируется на строительстве дёрт-байк-парков, скейтпарков и трек-билдингов, а также организации мероприятий.

## Телевидение
В течение месяца, после окончания правления Пресслер в качестве «Мисс США», она была нанята MTV Network для участия в телешоу "Senseless Acts of Video", где в течение трёх сезонов выполняла трюки. В течение двух лет Пресслер также принимала участие во многих других шоу MTV Networks, включая Total Request Live, «Быстрое и известное» и «Становление». Также Кимберли была нанята NBC для проведения серии передач «Адреналин X», посвящённых экстремальным видам спорта.
С 2004 по 2006 год Кимберли принимала участие в показе "WPSA ATV Championships" на ESPN и "WPSA Snowcross Championships" на канале Speed. Кроме того, Кимберли была репортёром на мировом туре «Red Bull X Fighters» в течение трёх сезонов (2006—2008). Она путешествовала по всему миру, ведя репортажи в прямом эфире с соревнований по фристайлу мотокроссу.
В 2007 году Пресслер освещала как репортёр летние XIII X Games для ESPN и ABC. В 2008 году Кимберли стала единственным репортёром ямы освещавшим все три турнира X-Games, проводимых в США в том году, зимние X Games в Аспене (штат Колорадо), "NAVY Moto X Championships" в Сан-Диего (Калифорния) и летние X Games в Лос-Анджелесе. Кимберли также приняла участие в театрализованном выпуске «ESPN X Games 3D». Где вела репортаж с «X Games» до конца 2008 года, когда отправилась в отпуск по беременности и родам.
В начале 2009 года Кимберли была приглашена в качестве хозяйки ACIS Fitness National Championships для FOX College Sports. Её снова попросили сделать репортаж о мировом туре «Red Bull X Fighters» в Техасе для ABC Sports. В середине 2009 года Кимберли также была репортёром для ESPN2 и ABC's Traxxas TORC на внедорожных гонках. В том же году Пресслер вела репортаж с Red Bull New Year No Limits LIVE, когда Трэвис Пастрана прыгнул с пирса Лонг-Бич на движущуюся баржу в присутствии 75 000 зрителей. Это был второй раз, когда Кимберли приняла участие в мероприятии Red Bull New Year's Eve, предыдущий раз был в 2007 году.
В 2010 году Пресслер подписала контракт с Outdoor Channel на репортажи с Truck Academy в течение одного сезона. По завершении Кимберли стала вести репортажи для ESPN с турниров Ассоциацию профессиональных боулеров, чем и продолжает заниматься по сегодняшний день.
В июне 2013 года Пресслер вела репортажи с соревнований серии Red Bull X Fighters World Tour из Осаки для FUEL TV и J Sports 3.